# يو أس أس صمويل بي. روبرتس (دي-413)
يو أس أس صمويل بي. روبرتس كانت (مرافقة مدمرة وهي السفن المسؤولة عن مرافقة سفن المدمرات) من فئة جون.سي باتلر تابعة للبحرية الأمريكية.
في يناير 1944 وضع بدن السفينة روبيرت بجانب اختها السفينة (يو أس أس والتر.سي واين)، طريقة البناء هذه كانت الأكثر قبولا في جدول الإنتاج في براون لبناء السفن، وضعت السفينتين جنب إلى جنب للاستفادة من مزايا الإنتاج بين السفن المتاحة، ميكانيكيوا الانابيب والكهربائيين، وجميع هذه الأعمال كانت تتم في نفس الوقت. هذا النهج في البناء أدى في النهاية إلى إنتاج واحد وستين مدمرة من فئة مرافقة حتى نهاية الحرب. عقلية خط الإنتاج جعلت العمال الأمريكيين مشهورين حول العالم لقدرتهم على إنتاج السفينة تلو الأخرى لدعم جهود الحرب العالمية الثانية وهو جهد لا يمكن لأي امة ان تضاهيه بحلول عام 1945.
جاءت فكرة مرافقة المدمرة في عام 1941 نتيجة لقانون الإقراض اللذي صدر من قبل حكومة الولايات المتحدة الامريكية، منذ نهاية الحرب العالمية الأولى، لقد فعلت الولايات المتحدة الكثير للبقاء بعيدة عن الشؤون الخارجية، لاسيما تلك الموجودة في أوروبا، ومع ذلك، فإن الآفة النازية قد غزت بولندا والبلدان المنخفضة في أواخر الثلاثينيات وبدأت الضغط على المملكة المتحدة، أجبر كل هذا يد الحكومة الأمريكية على المشاركة بشكل «غير مباشر» في الحرب، مع قانون الإقراض يمكن للولايات المتحدة الآن توريد السلع المادية لتلك الكيانات اللتي تعتبر حلفاء وسوف تشمل في نهاية المطاف المملكة المتحدة والاتحاد السوفياتي تلقي كميات كبيرة من الأسلحة. على هذا النحو، تسلمت البحرية الملكية البريطانية سفن حربية من الولايات المتحدة للمساعدة على مواجهة الغواصة الألمانية U-Boat المصممة لإغراق سفن القوافل اللتي تعبر من الولايات المتحدة إلى إنجلترا ومن إنجلترا إلى موانئ القطب الشمالي.
تم تصميم مرافقة المدمرة من قبل المكتب الأمريكي للسفن واللتي تم تطويرها من قبل الكابتن إي. إل. كوكرين اللذي إعتمد المعايير البريطانية للمرافقات الصغيرة، وطور المدمرات البريطانية المرافقة. تم قبول التصميم وتم بناء خمسين مرافقة مدمرة وإرسال أول ستة إلى إنجلترا. وفي 25 يناير 1943 كانت السفن المتبقية مخصصة للبحرية الأمريكية. في نهاية المطاف تم إطلاق 5 مرافقات مدمرة، أربعة منها سيتم شحنها لمخزون البحرية الأمريكية وواحدة لصفوف البحرية الملكية البريطانية. على المدى الطويل أثبتت فئة السفن الصغيرة نفسها كمقاتلة فعالة وأرخص بكثير من بناء مدمرات كاملة مخصصة.
```
بلغ طول تلك المرافقات 93 متر وعرضها 11.18 متر وبلغ طول المساحة الغاطسة في الماء 2.81 متر. بلغ وزن المرافقة (دي.إي. 417) 1,370 طنا بحمولة الاسلحة الكاملة ويمكنها ان تبلغ سرعة 33 ميلا في الساعة إذا كانت الظروف مناسبة. ويعود الفضل في سرعتها إلى محركات وستنجهاوس البخارية وغلاياتها الإثنتين واللذين يولدان 12,000 حصانا ويحركان عنفتي السفينة. كانت السفينة تدار من قبل 217 بحارا و 11 ضابطا.
```

لتعزيز الاداء كان على حساب السعر.مثل هذه السفن الصغيرة الغير مزودة بدروع ثقيلة والتي كانت تسمى ب «تين كانز». كل واحدة منها زودت بدرع 3/8 بوصة، وفي البحار العميقة سوف تطفوا مثل الفلين في حوض الإستحمام. كان تسليحها الحديث هو فقط عبارة عن مدفعين رئيسيين عيار 127 ملم، وثلاثة طوربيدات لمواجهة الأهداف السطحية. ولاجل الدفاع الجوي وحماية القافلات، فانها زودت برشاشات رباعية عيار 40 ملم وحتى 10 رشاشات عيار 20 ملم. كان جناح السلاح الرئيسي مخصصا للحرب المضادة للغواصات، لانه فترة خلال الحرب العالمية كانت الغواصات تحتاج للصعود قريبا من سطح البحر لضرب الأهداف السطحية.ولتحقيق اهداف الحرب المضادة للغواصات تم تنصيب شحنات مسارين للتتبع وشحنة قنفذ، و8 شحنات عميقة.
تم تعميد «سامويل بوكر روبيرتس الابن» على شرف خدمته في القوات الاحتياطية للبحرية الأمريكية. اللذي قتل في غوادلكانال في 28 سبتمبر 1942 . في وقت وفاته كان روبرتس يقود طائرة الهبوط للفت انتباه العدو بعيدا عن السفن اللتي تحمل قوات البحرية الأمريكية المحاصرة من قبل اليابانيين.عندما علمت السيدة روبرت بتسمية السفينة على اسم ابنها، طلبت ان يتم تعيين إبنها جاك روبرت على السفينة -اللذي انهى تدريباته في البحرية الأمريكية- وتشرفت وزارة البحرية بتلبية الطلب.
تم إطلاق السفينة في 31 مارس 1944. وبعد تسلم طاقمها لمهامهم بقيت في رحلة بحرية تجريبية في مياه برمودا حتى منتصف يونيو. اصطدمت السفينة بحوت ما تسبب في ضرر لذراع التوصيل للمراوح مما إستدعى إعادة السفينة إلى نورفلوك للإصلاح. وبعد إصلاحها غادرت إلى ميناء بيرل هاربر في هاواي عبر قناة بنما ووصلت في 10 أغسطس 1944 تم ضمها للاسطول الثالث المتمركز في هاواي وتدربت مع الاسطول في المياه المحلية. تم نقلها للأسطول السابع لتقديم الحماية في الحرب المضادة للغواصات لحماية القوافل البخارية بين بيرل هاربر وانيوتوك. استخدمت الشعب المرجانية لانطلاق السفن قبل إرسالها لمناطق القتال.